# Orion (ozvezdje)
Orion je ozvezdje sedmih zvezd, razporejenih v štirikotnik z nizom treh zvezd na sredini. Tem trem zvezdam pravimo Orionov pas. Videti je, kot da se Orion premika proti zahodu, sledi pa Sirij iz ozvezdja Velikega psa. Orion je med decembrom in marcem najsvetlejše ozvezdje na nebu. V tem obdobju leži na jugu.
Njegovo značilno obliko so poznale starodavne kulture po vsem svetu in okrog nje spletle številne legende. Stari Grki so si pripovedovali zgodbo o velikim lovcu Orionu, ki je v družbi zvestega psa Sirija neutrudno raziskoval gozdove. Nekega dne je Orion zagledal sedem sestrskih zvezd - Plejade. Sledil jim je, saj se je z eno izmed njih želel poročiti. Prestrašene deklice so mu ušle in na pomoč poklicale poglavarja bogov, Zevsa. Ta jih je spremenil v ptice, da so lahko odletele, Orion pa je znova ostal sam.